# Liste des chefs de gouvernement de Serbie
Pour un article plus général, voir Président du gouvernement de Serbie.

## Gouvernement révolutionnaire (première révolte serbe contre les Turcs)
| Début du mandat | Fin du mandat   | Nom                      | Cyrillique               | Naissance                         | Mort                                        | Notes                                                 |
| --------------- | --------------- | ------------------------ | ------------------------ | --------------------------------- | ------------------------------------------- | ----------------------------------------------------- |
| 27 août 1805    | Janvier 1807    | Mateja Nenadović         | Матеја Ненадовић         | 1777, Brankovina, Valjevo         | 11 décembre 1854, Valjevo                   | Prêtre (prota)                                        |
| Janvier 1807    | 1810            | Mladen Milovanović       | Младен Миловановић       | 1760, Botunje, Kragujevac         | 1823, Rujan, Zlatibor                       | Assassiné                                             |
| 1810            | 22 janvier 1811 | Jakov Nenadović          | Јаков Ненадовић          | 1765, Brankovina, Valjevo         | 1836, Brankovina, Valjevo                   | Frère de Mateja Nenadović                             |
| 22 janvier 1811 | 3 octobre 1813  | Đorđe Petrović Karađorđe | Ђорђе Петровић Карађорђе | 15 novembre 1762, Viševac, Topola | 24 juillet 1817, Radovanjski Lug, Radovanje | Fondateur de la dynastie des Karađorđević ; assassiné |
| 1813            | 1814            | Mladen Milovanović       | Младен Миловановић       | 1760, Botunje, Kragujevac         | 1823, Rujan, Zlatibor                       |                                                       |

## Principauté de Serbie sous autorité ottomane
| Début du mandat   | Fin du mandat     | Nom                     | Cyrillique              | Naissance                            | Décès                                         | Notes                               |
| ----------------- | ----------------- | ----------------------- | ----------------------- | ------------------------------------ | --------------------------------------------- | ----------------------------------- |
| 21 novembre 1815  | 16 mai 1816       | Petar Nikolajević Moler | Петар Николајевић Молер | 1775                                 | 1816, Kalemegdan, Belgrade                    | Assassiné                           |
| 1821              | 1826              | Jevrem Obrenović        | Јеврем Обреновић        | 3 mars 1790, Dobrinja, Užice         | 20 septembre 1856, Manasija, Valachie         | Frère du prince Miloš Obrenović     |
| 1826              | 1826              | Miloje Todorović        | Милоје Тодоровић        | 1762                                 | 1832                                          |                                     |
| 1826              | 1829              | Dimitrije Davidović     | Димитрије Давидовић     | 24 octobre 1789, Zemun               | 6 avril 1838, Smederevo                       |                                     |
| 15 février 1835   | 28 mars 1836      | Koca Marković           | Коца Марковић           | 1795                                 | 1836                                          |                                     |
| 28 mars 1836      | 26 février 1839   | Stefan Stefanović Tenka | Стефан Стефановић Тенка | 1797                                 | 1865                                          | Par intérim                         |
| 26 février 1839   | 7 avril 1840      | Avram Petronijević      | Аврам Петронијевић      | 14 février 1791, Orşova, Valachie    | 22 avril 1852, Constantinople, Empire ottoman |                                     |
| 7 avril 1840      | 15 mai 1840       | Paun Janković           | Паун Јанковић           | 1808                                 | 1865                                          | Par intérim                         |
| 15 mai 1840       | 7 septembre 1842  | Đorđe Protić            | Ђорђе Протић            | 1793, Bela Crkva, Krupanj            | 7 décembre 1857, Belgrade                     |                                     |
| 7 septembre 1842  | 6 octobre 1843    | Avram Petronijević      | Аврам Петронијевић      | 14 février 1791, Orşova, Valachie    | 22 avril 1852, Constantinople, Empire ottoman | Second mandat                       |
| 6 octobre 1843    | 11 octobre 1844   | Aleksa Simić            | Алекса Симић            | 30 mars 1800, Boljevci, Zemun        | 29 février 1872, Belgrade                     |                                     |
| 11 octobre 1844   | 22 avril 1852     | Avram Petronijević      | Аврам Петронијевић      | 14 février 1791, Orşova, Valachie    | 22 avril 1852, Constantinople, Empire ottoman | Troisième mandat ; mort en fonction |
| 22 avril 1852     | 26 mars 1853      | Ilija Garašanin         | Илија Гарашанин         | 28 janvier 1812, Garaši, Aranđelovac | 22 juin 1874, Grocka, Belgrade                |                                     |
| 26 mars 1853      | 28 décembre 1855  | Aleksa Simić            | Алекса Симић            | 30 mars 1800, Boljevci, Zemun        | 29 février 1872, Belgrade                     | Second mandat                       |
| 28 décembre 1855  | 10 juin 1856      | Aleksa Janković         | Алекса Јанковић         | 1806, Timişoara                      | 22 juin 1869, Belgrade                        |                                     |
| 10 juin 1856      | 28 septembre 1856 | Stefan Marković         | Стефан Марковић         | 7 janvier 1805, Zemun                | 11 décembre 1864 Vienne                       | Par intérim                         |
| 28 septembre 1856 | 1er juillet 1857  | Aleksa Simić            | Алекса Симић            | 30 mars 1800, Boljevci, Zemun        | 29 février 1872, Belgrade                     | Troisième mandat                    |
| 1er juillet 1857  | 12 juin 1858      | Stefan Marković         | Стефан Марковић         | 7 janvier 1805, Zemun                | 11 décembre 1864 Vienne                       | Second mandat                       |
| 12 juin 1858      | 18 avril 1859     | Stevan Magazinović      | Стеван Магазиновић      | 1804                                 | 17 février 1874, Belgrade                     |                                     |
| 18 avril 1859     | 8 novembre 1860   | Cvetko Rajović          | Цветко Рајовић          | 1793, Vukovići, Vlasenica            | 4 mai 1873, Belgrade                          |                                     |
| 8 novembre 1860   | 21 octobre 1861   | Filip Hristić           | Филип Христић           | 1819                                 | 11 février 1905 Menton, France                |                                     |

| Début du mandat  | Fin du mandat    | Nom                         | Cyrillique                  | Naissance                            | Décès                                 | Notes            |
| ---------------- | ---------------- | --------------------------- | --------------------------- | ------------------------------------ | ------------------------------------- | ---------------- |
| 21 octobre 1861  | 15 novembre 1867 | Ilija Garašanin             | Илија Гарашанин             | 28 janvier 1812, Garaši, Aranđelovac | 22 juin 1874, Grocka, Belgrade        | Second mandat    |
| 15 novembre 1867 | 3 décembre 1867  | Jovan Ristić                | Јован Ристић                | 16 janvier 1831, Kragujevac          | 4 septembre 1899, Belgrade            |                  |
| 3 décembre 1867  | 3 juillet 1868   | Nikola Hristić              | Никола Христић              | 1818                                 | 1911                                  |                  |
| 3 juillet 1868   | 8 août 1869      | Đorđe Cenić                 | Ђорђе Ценић                 | 1825                                 | 1903                                  |                  |
| 8 août 1869      | 22 août 1872     | Radivoje Milojković         | Радивоје Милојковић         | 8 janvier 1832, Glogovac, Jagodina   | 29 décembre 1888, Belgrade            |                  |
| 22 août 1872     | 5 avril 1873     | Milivoje Petrović Blaznavac | Миливоје Петровић Блазнавац | 1824, Blaznava                       | 5 avril 1873, Belgrade                | Mort en fonction |
| 5 avril 1873     | 3 novembre 1873  | Jovan Ristić                | Јован Ристић                | 16 janvier 1831, Kragujevac          | 4 septembre 1899, Belgrade            | Second mandat    |
| 3 novembre 1873  | 7 décembre 1874  | Jovan Marinović             | Јован Мариновић             | 1821, Sarajevo                       | 12 août 1893, Villers-sur-Mer, France |                  |
| 7 décembre 1874  | 3 février 1875   | Aćim Čumić                  | Аћим Чумић                  | 1836                                 | 1901                                  |                  |
| 3 février 1875   | 31 août 1875     | Danilo Stefanović           | Данило Стефановић           | 1815                                 | 1886                                  |                  |
| 31 août 1875     | 8 octobre 1875   | Stevča Mihailović           | Стевча Михаиловић           | 1804                                 | 1888                                  |                  |
| 8 octobre 1875   | 6 mai 1876       | Ljubomir Kaljević           | Љубомир Каљевић             | 1841, Užice                          | 2 mars 1907, Belgrade                 |                  |
| 6 mai 1876       | 13 octobre 1878  | Stevča Mihailović           | Стевча Михаиловић           | 1804                                 | 1888                                  | Second mandat    |

## Serbie indépendante: Principauté etRoyaume de Serbie
| Début de mandat  | Fin de mandat    | Nom                       | Cyrillique               | Naissance                          | Décès                       | Notes                   |
| ---------------- | ---------------- | ------------------------- | ------------------------ | ---------------------------------- | --------------------------- | ----------------------- |
| 13 octobre 1878  | 2 novembre 1880  | Jovan Ristić              | Јован Ристић             | 16 janvier 1831, Kragujevac        | 4 septembre 1899, Belgrade  | Troisième mandat        |
| 2 novembre 1880  | 3 octobre 1883   | Milan Piroćanac           | Милан Пироћанац          | 19 janvier 1837, Jagodina          | 13 mars 1897, Belgrade      |                         |
| 3 octobre 1883   | 19 février 1884  | Nikola Hristić            | Никола Христић           | 1818                               | 1911                        | Second mandat           |
| 19 février 1884  | 13 juin 1887     | Milutin Garašanin         | Милутин Гарашанин        | 22 février 1843, Belgrade          | 4 mars 1898, Paris, France  | Fils de Ilija Garašanin |
| 13 juin 1887     | 1er janvier 1888 | Jovan Ristić              | Јован Ристић             | 16 janvier 1831, Kragujevac        | 4 septembre 1899, Belgrade  | Quatrième mandat        |
| 1er janvier 1888 | 27 avril 1888    | Sava Grujić               | Сава Грујић              | 7 décembre 1840, Kolari, Smederevo | 8 décembre 1913, Belgrade   |                         |
| 27 avril 1888    | 19 janvier 1889  | Nikola Hristić            | Никола Христић           | 1818                               | 1911                        | Troisième mandat        |
| 19 janvier 1889  | 7 mars 1889      | Kosta Protić              | Кост Протић              | 1831                               | 16 juin 1892                |                         |
| 7 mars 1889      | 23 février 1891  | Sava Grujić               | Сава Грујић              | 7 décembre 1840, Kolari, Smederevo | 8 décembre 1913, Belgrade   | Second mandat           |
| 23 février 1891  | 22 août 1892     | Nikola Pašić              | Никола Пашић             | 31 décembre 1845, Zaječar          | 10 décembre 1926, Belgrade  |                         |
| 22 août 1892     | 13 avril 1893    | Jovan Avakumović          | Јован Авакумовић         | 13 janvier 1841, Belgrade          | 11 août 1928, Belgrade      |                         |
| 13 avril 1893    | 5 décembre 1893  | Lazar Dokić               | Лазар Докић              | 1845                               | 5 décembre 1893, Belgrade   | Mort en fonction        |
| 5 décembre 1893  | 24 janvier 1894  | Sava Grujić               | Сава Грујић              | 7 décembre 1840, Kolari, Smederevo | 8 décembre 1913, Belgrade   | Troisième mandat        |
| 24 janvier 1894  | 3 avril 1894     | Đorđe Simić               | Ђорђе Симић              | 28 février 1843, Belgrade          | 10 novembre 1921, Zemun     |                         |
| 3 avril 1894     | 27 octobre 1894  | Svetomir Nikolajević      | Светомир Николајевић     | 1844                               | 1922                        |                         |
| 27 octobre 1894  | 7 juillet 1895   | Nikola Hristić            | Никола Христић           | 1818                               | 1911                        | Quatrième mandat        |
| 7 juillet 1895   | 27 décembre 1896 | Stojan Novaković          | Стојан Новаковић         | 13 novembre 1842, Šabac            | 3 mars 1915, Niš            |                         |
| 27 décembre 1896 | 19 octobre 1897  | Đorđe Simić               | Ђорђе Симић              | 28 février 1843, Belgrade          | 10 novembre 1921, Zemun     | Second mandat           |
| 19 octobre 1897  | 25 juillet 1900  | Vladan Đorđević           | Владан Ђорђевић          | 3 décembre 1844, Belgrade          | 31 août 1930, Belgrade      |                         |
| 25 juillet 1900  | 3 avril 1901     | Aleksa Jovanović          | Алекса Јовановић         | 31 août 1846, Ćuprija              | 6 mai 1920, Belgrade        |                         |
| 3 avril 1901     | 20 octobre 1902  | Mihailo Vujić             | Михаило Вујић            | 7 novembre 1853, Belgrade          | 14 mars 1913, Susak, Rijeka |                         |
| 20 octobre 1902  | 20 novembre 1902 | Pera Velimirović          | Пера Велимировић         | 16 janvier 1848, Sikol, Zaječar    | 23 décembre 1921, Belgrade  |                         |
| 20 novembre 1902 | 11 juin 1903     | Dimitrije Cincar-Marković | Димтрије Цинцар-Марковић | 6 mars 1849, Šabac                 | 11 juin 1903, Belgrade      | Assassiné               |

| Début du mandat   | Fin du mandat     | Nom                 | Cyrillique          | Naissance                          | Décès                      | Notes            |
| ----------------- | ----------------- | ------------------- | ------------------- | ---------------------------------- | -------------------------- | ---------------- |
| 11 juin 1903      | 4 octobre 1903    | Jovan Avakumović    | Јован Авакумовић    | 13 janvier 1841, Belgrade          | 11 août 1928, Belgrade     | Second mandat    |
| 4 octobre 1903    | 10 décembre 1904  | Sava Grujić         | Сава Грујић         | 7 décembre 1840, Kolari, Smederevo | 8 décembre 1913, Belgrade  | Quatrième mandat |
| 10 décembre 1904  | 28 mai 1905       | Nikola Pašić        | Никола Пашић        | 31 décembre 1845, Zaječar          | 10 décembre 1926, Belgrade | Second mandat    |
| 28 mai 1905       | 7 mars 1906       | Ljubomir Stojanović | Љубомир Стојановић  | 6 août 1860, Užice                 | 16 juin 1930, Prague       |                  |
| 7 mars 1906       | 29 avril 1906     | Sava Grujić         | Сава Грујић         | 7 décembre 1840, Kolari, Smederevo | 8 décembre 1913, Belgrade  | Cinquième mandat |
| 29 avril 1906     | 20 juillet 1908   | Nikola Pašić        | Никола Пашић        | 31 décembre 1845, Zaječar          | 10 décembre 1926, Belgrade | Troisième mandat |
| 20 juillet 1908   | 22 février 1909   | Pera Velimirović    | Пера Велимировић    | 16 janvier 1848, Sikol, Zaječar    | 23 décembre 1921, Belgrade | Second mandat    |
| 22 février 1909   | 24 octobre 1909   | Stojan Novaković    | Стојан Новаковић    | 13 novembre 1842, Šabac            | 3 mars 1915, Niš           | Second mandat    |
| 24 octobre 1909   | 4 juillet 1911    | Nikola Pašić        | Никола Пашић        | 31 décembre 1845, Zaječar          | 10 décembre 1926, Belgrade | Quatrième mandat |
| 4 juillet 1911    | 1er juillet 1912  | Milovan Milovanović | Милован Миловановић | 1er mars 1863, Belgrade            | 1er juillet 1912, Belgrade | Mort en fonction |
| 1er juillet 1912  | 12 septembre 1912 | Marko Trifković     | Марко Трифковић     | 1864                               | 1928                       |                  |
| 12 septembre 1912 | 1er décembre 1918 | Nikola Pašić        | Никола Пашић        | 31 décembre 1845, Zaječar          | 10 décembre 1926, Belgrade | Cinquième mandat |

## La Serbie sous l’occupation allemande
| Début de mandat | Fin de mandat  | Nom            | Cyrillique     | Naissance                           | Décès                    | Notes          |
| --------------- | -------------- | -------------- | -------------- | ----------------------------------- | ------------------------ | -------------- |
| 4 mai 1941      | 29 août 1941   | Milan Aćimović | Милан Аћимовић | 1898, Pinosava, Belgrade            | 1945, Zelengora          | Mort au combat |
| 29 août 1941    | 5 octobre 1944 | Milan Nedić    | Милан Недић    | 14 septembre 1878, Grocka, Belgrade | 6 février 1946, Belgrade | Suicide (?)    |

## Résistance communiste
| Début de mandat | Fin de mandat | Nom             | Cyrillique      | Naissance                          | Décès                       | Notes |
| --------------- | ------------- | --------------- | --------------- | ---------------------------------- | --------------------------- | ----- |
| Septembre 1941  | 194?          | Petar Stambolić | Петар Стамболић | 12 juillet 1912, Brezova, Ivanjica | 21 septembre 2007, Belgrade |       |

## Yougoslavie communiste
| Début de mandat | Fin de mandat | Nom             | Cyrillique      | Naissance            | Décès                   | Notes |
| --------------- | ------------- | --------------- | --------------- | -------------------- | ----------------------- | ----- |
| 7 mars 1945     | 9 avril 1945  | Jaša Prodanović | Јаша Продановић | 23 avril 1867, Čačak | 1er juin 1948, Belgrade |       |

| Début de mandat  | Fin de mandat    | Nom              | Cyrillique       | Naissance                          | Décès                       | Notes         |
| ---------------- | ---------------- | ---------------- | ---------------- | ---------------------------------- | --------------------------- | ------------- |
| 9 avril 1945     | 5 septembre 1948 | Blagoje Nešković | Благоје Нешковић | 11 février 1907, Kragujevac        | 1984                        |               |
| 5 septembre 1948 | 5 février 1953   | Petar Stambolić  | Петар Стамболић  | 12 juillet 1912, Brezova, Ivanjica | 21 septembre 2007, Belgrade | Second mandat |

| Début de mandat  | Fin de mandat    | Nom                    | Cyrillique             | Naissance                                | Décès                                | Notes                                      |
| ---------------- | ---------------- | ---------------------- | ---------------------- | ---------------------------------------- | ------------------------------------ | ------------------------------------------ |
| 5 février 1953   | 16 décembre 1953 | Petar Stambolić        | Петар Стамболић        | 12 juillet 1912, Brezova, Ivanjica       | 21 septembre 2007, Belgrade          | Suite de son second mandat                 |
| 16 décembre 1953 | 6 avril 1957     | Jovan Veselinov        | Јован Веселинов        | 20 janvier 1906, Kumane, Zrenjanin       | 8 février 1982, Belgrade             |                                            |
| 6 avril 1957     | 9 juin 1962      | Miloš Minić            | Милош Минић            | 28 août 1914, Preljina, Čačak            | 5 septembre 2003, Belgrade           |                                            |
| 9 juin 1962      | 6 novembre 1964  | Slobodan Penezić Krcun | Слободан Пенезић Крцун | 1918, Užice                              | 6 novembre 1964, Lazarevac, Belgrade | mort en fonction ; accident de voiture (?) |
| 6 novembre 1964  | 17 novembre 1964 | Stevan Doronjski       | Стеван Дороњски        | 26 septembre 1919, Krčedin               | 14 août 1981, Belgrade               | Intérim                                    |
| 17 novembre 1964 | 6 juin 1967      | Dragi Stamenković      | Драги Стаменковић      | 1920, Leskovac                           | 17 février 2004, Belgrade            |                                            |
| 6 juin 1967      | 7 mai 1969       | Đurica Jojkić          | Ђурица Јојкић          | 1914, Turija, Srbobran                   | 1981                                 |                                            |
| 7 mai 1969       | 6 mai 1974       | Milenko Bojanić        | Миленко Бојанић        | 24 septembre 1924, Aradac, Zrenjanin     | 22 mai 1987, Belgrade                |                                            |
| 6 mai 1974       | 6 mai 1978       | Dušan Čkrebić          | Душан Чкребић          | 17 août 1927, Niš                        | 7 avril 2022, Belgrade               |                                            |
| 6 mai 1978       | 5 mai 1982       | Ivan Stambolić         | Иван Стамболић         | 5 novembre 1936, Brezova, Ivanjica       | 25 août 2000, Fruška gora            | neveu de Petar Stambolić ; assassiné       |
| 5 mai 1982       | 6 mai 1986       | Branislav Ikonić       | Бранислав Иконић       | 28 avril 1928, Gornje Crniljevo, Osečina | 16 janvier 2002, Belgrade            |                                            |
| 6 mai 1986       | 5 décembre 1989  | Desimir Jevtić         | Десимир Јевтић         | 16 décembre 1938, Kruševac               | 13 octobre 2017, Belgrade            |                                            |
| 5 décembre 1989  | 15 janvier 1991  | Stanko Radmilović      | Станко Радмиловић      | 21 juillet 1936, Požega (Croatie)        | 24 novembre 2018, Novi Sad           |                                            |

## République de Serbie
| Début de mandat  | Fin de mandat    | Nom                | Cyrillique         | Naissance                        | Décès                     | Notes                                                                  |
| ---------------- | ---------------- | ------------------ | ------------------ | -------------------------------- | ------------------------- | ---------------------------------------------------------------------- |
| 15 janvier 1991  | 23 décembre 1991 | Dragutin Zelenović | Драгутин Зеленовић | 19 mai 1928, Sirig               | 27 avril 2020, Novi Sad   |                                                                        |
| 23 décembre 1991 | 10 février 1993  | Radoman Božović    | Радоман Божовић    | 13 janvier 1953, Šipačno, Nikšić | En vie                    |                                                                        |
| 10 février 1993  | 18 mars 1994     | Nikola Šainović    | Никола Шаиновић    | 7 décembre 1948, Bor             | En vie                    |                                                                        |
| 18 mars 1994     | 24 octobre 2000  | Mirko Marjanović   | Мирко Марјановић   | 27 juillet 1937, Knin            | 21 février 2006, Belgrade |                                                                        |
| 24 octobre 2000  | 25 janvier 2001  | Milomir Minić      | Миломир Минић      | 5 octobre 1950, Dračić, Valjevo  | En vie                    | Intérim                                                                |
| 25 janvier 2001  | 12 mars 2003     | Zoran Đinđić       | Зоран Ђинђић       | 1er août 1952, Bosanski Šamac    | 12 mars 2003, Belgrade    | Assassiné                                                              |
| 12 mars 2003     | 16 mars 2003     | Nebojša Čović      | Небојша Човић      | 2 juillet 1958, Belgrade         | En vie                    | Intérim                                                                |
| 17 mars 2003     | 18 mars 2003     | Žarko Korać        | Жарко Кораћ        | 9 mars 1947, Belgrade            | En vie                    | Intérim                                                                |
| 18 mars 2003     | 3 mars 2004      | Zoran Živković     | Зоран Живковић     | 22 décembre 1960, Niš            | En vie                    |                                                                        |
| 3 mars 2004      | 7 juillet 2008   | Vojislav Koštunica | Војислав Коштуница | 24 mars 1944, Belgrade           | En vie                    | Serbie indépendante depuis le 5 juin 2006                              |
| 7 juillet 2008   | 7 juillet 2012   | Mirko Cvetković    | Мирко Цветковић    | 1950, Belgrade                   | En vie                    | Non affilié à un parti                                                 |
| 7 juillet 2012   | 27 avril 2014    | Ivica Dačić        | Ивица Дачић        | 1966, Prizren                    | En vie                    |                                                                        |
| 27 avril 2014    | 31 mai 2017      | Aleksandar Vučić   | Александар Вучић   | 1970, Belgrade                   | En vie                    |                                                                        |
| 31 mai 2017      | 29 juin 2017     | Ivica Dačić        | Ивица Дачић        | 1966, Prizren                    | En vie                    | Intérim                                                                |
| 29 juin 2017     | 20 mars 2024     | Ana Brnabić        | Ана Брнабић        | 1975, Belgrade                   | En vie                    | Première femme et première ouvertement homosexuelle à occuper ce poste |
| 20 mars 2024     | 2 mai 2024       | Ivica Dačić        | Ивица Дачић        | 1966, Prizren                    | En vie                    | Intérim                                                                |
| 2 mai 2024       | 16 avril 2025    | Miloš Vučević      | Милош Вучевић      | 1974, Novi Sad                   | En vie                    |                                                                        |
| 16 avril 2025    | en fonction      | Đuro Macut         | Ђуро Мацут         | 1963, Belgrade                   | En vie                    |                                                                        |